# Gal Rasché

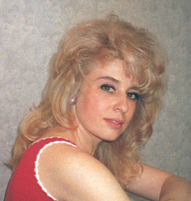
Gal Rasché

Gal Rasché (Russisch: Галь Раше), artiestennaam van Galina Kroetikova (Russisch: Галина Крутикова) (Leningrad, 13 maart 1960) is een Russisch-Oostenrijkse dirigente en pianiste. 
Zij studeerde bij Anatoli Ivanov aan het Conservatorium van Sint-Petersburg in Sint-Petersburg. Zij heeft aan verschillende muziekscholen en -instituten in Rusland gedoceerd en werkt als manager voor orkesten. Zij heeft aan het Praynerconservatorium in Wenen als lerares piano gewerkt en als gastdocent aan het Weense conservatorium gedoceerd. Verder heeft zij twee concerten van het Orkest ‘Viennarmonica’ gedirigeerd in het concertgebouw in Wenen (werken van Mozart, Schubert en Tsjaikovski) en organiseerde en dirigeerde zij concerten in de Gouden Zaal van de Musikverein in Wenen. Zij heeft als gastdirigent in verschillende landen opgetreden.
Zij heeft het script voor een televisie-uitvoering van het 'Kinderalbum' van Pjotr Iljitsj Tsjaikovksi geschreven, werkt freelance voor de Oostenrijkse omroep en heeft verschillende artikelen in tijdschriften gepubliceerd. In 1999 heeft zij de eerste prijs gewonnen in het concours van het internationale festival 'Interfer 99' in Joegoslavië.
Zij is lid van de Russische Auteursvereniging.

## Filmografie
- 1983: Der Krieg mit den Salamandern (Oper)
- 2006: Mozartkugeln